# Зоряний шлях: Нижні палуби
«Зоряний шлях: Нижні палуби» (англ. Star Trek: Lower Decks) — мультиплікаційний серіал у всесвіті «Зоряного шляху», створений для CBS All Access сценаристом і продюсером Майком Макмаханом для розширення франшизи «Зоряний шлях». Виконавчим продюсером шоу є Алекс Курцман. Це перший анімаційний серіал у всесвіті «Зоряного шляху» з часів серіалу «Зоряний шлях: Анімаційний серіал» 1973-1974 років. Дія серіалу відбувається на зорельоті USS «Серітос» («одному з не дуже важливих кораблів Зоряного Флоту») в 2380 році, після подій фільму «Зоряний шлях: Відплата» і до серіалу «Зоряний шлях: Пікар».
Прем'єра мультсеріалу відбулася 6 серпня 2020 року.

## Сюжет
Головні герої серіалу — чотири молодих енсіни, службовці на USS «Серітос» — допоміжному кораблі Зоряного Флоту класу «Каліфорнія». На відмінну від «Ентерпрайза», «Серітос» займається питаннями "другого контакту", забезпечуючи налагодження і підтримку відносин з недавно виявленими цивілізаціями.

## Персонажі
- Бекет Марінер (озвучена Тоні Ньюсом) — іронічна і норовлива дівчина, яка служить в командному відділенні. Відома тим, що постійно порушує правила і бере участь в різних авантюрах.
- Бред Боймлер (озвучений Джеком Квейдом) — нерішучий хлопець, службовець в командному відділі. Мріє стати капітаном. Суворо виконує статут і володіє великими теоретичними знаннями, однак не завжди може застосувати їх на практиці.
- Тенді (озвучена Ноель Веллс) — життєрадісна оріонка, яка з ентузіазмом береться за будь-яку роботу на кораблі.
- Резерфорд (озвучений Юджином Кордеро) — молодий інженер, який одержує величезне задоволення від роботи з технікою. Він є кіборгом-носієм вулканського імпланта, який не завжди працює належним чином.
- Капітан Керол Фріман (озвучена Донною Льюїс) — командир «Серітос» і мати Бекет. Намагається підтримувати на кораблі дисципліну, однак це вдається далеко не завжди.  Має складні відносини з дочкою.
- Коммандер Джек Ренсом (озвучений Джеррі О'Коннеллом) — самозакоханий і фізично міцний старший помічник.
- Лейтенант Шаз (озвучений Фредом Татаскьором) — агресивний начальник служби безпеки. У будь-якій незрозумілій ситуації намагається підірвати варп-ядро.
- Доктор Т'Ана (озвучена Джилліан Вігмен) — буркотлива начальниця медичної служби.